# Hermansbeek
De Hermansbeek is een beek in Nederlands Zuid-Limburg. De beek is een zijrivier van de Selzerbeek. Ze ontspringt aan de voet van de Vijlenerbossen in de buurt van hoeve Einrade. Ze stroomt tussen Holset en Harles door richting de noordwestkant van Lemiers. De Hermansbeek ligt ongeveer evenwijdig aan een lage heuvelrug ten oosten van de beek die zich uitstrekt vanaf het ten zuiden van het dorp Holset gelegen Vijlenerbos tot aan Lemiers, waarbij de heuvelrug geleidelijk aan steeds verder afloopt. Deze heuvelrug scheidt de ten westen van het dorp gelegen Hermansbeek van de ten oosten gelegen Zieversbeek. De Hermansbeek mondt ten noorden van Lemiers bij de Kasteelmolen van Kasteel Lemiers uit in de Selzerbeek. Minder dan een kilometer ten noordwesten van de beek stroomt ongeveer evenwijdig de Harleserbeek.
De Hermansbeek is de snelst-stromende beek van Nederland. Ze stroomt zo snel dat deze het karakter van een bergbeekje heeft. In de beek groeit onder andere beekpunge. Elzenbosjes en struweel staan langs de beek. In de beek zwemmen de vissoorten bermpje en elrits die alleen voorkomen in snelstromend water. 